# Francisco de Bobadilla
Francisco de Bobadilla (Bobadilla, 1448 – Canale della Mona, 1º luglio 1502) è stato un militare e inquisitore reale spagnolo proveniente da una famiglia nobile, oltre che un membro dell'Ordine di Calatrava e cavaliere dell'Ordine Militare di Alcántara.
Fu governatore delle Indie, in Hispaniola, dal 1500 al 1502. 

## Biografia
Nell'agosto 1500, Bobadilla fu inviato dal regno di Spagna come inquisitore reale a Santo Domingo a seguito di accuse di cattiva gestione che coinvolgevano Cristoforo Colombo che, una volta lì, lo stesso Bobadilla confermò facendo arrestare Colombo e riconducendolo in patria in catene, dove però Isabella di Castiglia lo liberò, obbligandolo a destituirsi dall'incarico di viceré. Incarico che fu affidato a Bobadilla e che mantenne fino al 1502, anno della sua morte.
Morì infatti il 1º luglio 1502, affondando in mare con la nave ammiraglia, El Dorado, durante un uragano che distrusse venti delle trentuno imbarcazioni di un convoglio che avrebbe dovuto riportarlo in Spagna, mentre attraversavano il canale della Mona, uno stretto che separa l'isola di Hispaniola da Porto Rico, e collega anche il Mar dei Caraibi con l'Oceano Atlantico. Dato che tra le navi superstiti si trovava la più debole dell'intera flotta, l'Aguja, contenente l'oro di Colombo, incominciò a girare la voce che questi avesse magicamente invocato la tempesta per vendetta.
Gli successe Nicolás de Ovando.